# コンパニオン診断
コンパニオン診断（Companion diagnostics; CoDxもしくはCDx）とは、医薬品の効果や副作用を投薬前に予測するために行なわれる臨床検査のこと。薬剤に対する患者個人の反応性を治療前に検査することで、個別化医療（もしくはオーダーメイド医療）を推進するために用いられ、通常の臨床検査とは区別される。
コンパニオン診断では、薬剤標的となるタンパク質や薬剤代謝酵素をコードする遺伝子の変異や発現量を調べることで、特定医薬品の有効性や副作用発現の個人差を把握し、医師による投薬妥当性や投薬量決定を補助する。

## 概要
医療において現在行なわれている臨床検査は、患者がどのような疾病に罹患しているかを調べるために行なわれる。医師は検査値を参考にして患者の病名を決定し、適切な治療を施す。しかし、とくに投薬による治療の場合、医薬品の選択は医師の経験や医学文献による知識をもとに行なわれる。このような場合、医師は投薬後の経過観察により治療効果や副作用の有無を把握しなければならないことも多い。
コンパニオン診断は、このような薬剤効果や副作用の患者個人差を検査により予測することで、最適な投薬を補助することを目的として実施される。検査法に制限はなく、遺伝子診断、遺伝子発現検査、タンパク質や代謝物質などの血液成分検査、尿検査、組織検査、画像検査（MRIなど）が用いられることが考えられる。
2012年現在実用化されているコンパニオン診断は、抗がん剤（分子標的薬）の薬効や副作用予測を遺伝子変異や発現レベルを検査することで予測する手法である。世界中の製薬企業で開発薬のコンパニオン診断法同時開発が行なわれており、今後がん分野以外でもコンパニオン診断が行なわれるようになると期待されている。

## FDAによるガイドライン
2011年7月14日にアメリカ食品医薬品局（FDA）は「試験管内コンパニオン診断機器」（”In vitro companion diagnostic devices”）に関するドラフトガイドラインを発表した。このガイドラインでは、新規に開発される医薬品は、薬効や副作用を投薬前に予測するためのコンパニオン診断法も同時に開発し、承認を受けることが推奨されている。FDAはドラフトガイドラインに対する意見を勘案し、2012年に最終版ガイドラインを発表するとしている。

## EMAによるガイドライン
2010年6月24日および2011年6月9日の2回にわたり、欧州医薬品庁（EMA）はコンパニオン診断に関するドラフトガイドラインを発表した。欧州ガイドラインでは、ゲノム薬理学によるバイオマーカーおよび診断法の医薬開発への導入についての内容となっている。また、米国や日本では診断薬も規制当局の承認を得る必要があるが、欧州ではCEマーク取得による基準適合が求められるだけであるため、薬事上の規制要件については触れられていない。

## 承認された例

### 薬効予測診断による患者層別化
がん分子標的薬であるゲフィチニブ（商品名イレッサ）は、上皮成長因子受容体 (EGFR) のチロシンキナーゼに対する選択的阻害活性を持ち、非小細胞肺がんの治療に用いられる。このがんにはゲフィチニブ感受性変異があることが知られており、感受性変異を持つ非小細胞肺がんで高い治療効果が見られることが明らかとなった。これに伴い、2011年11月25日のイレッサ添付文書改訂にて「EGFR遺伝子変異陽性の手術不能又は再発非小細胞肺癌」と適応症が改められ、がん組織の投与前遺伝子診断が必要とされた。

### 副作用予測診断による患者層別化
肺がんや転移性大腸がんなどの治療に用いられるイリノテカン（商品名カンプト、トポテシン）は、投薬後に加水分解されて活性型（SN-38）となり抗腫瘍効果を示す。しかし、ときに重篤な好中球減少の副作用を伴う。この副作用は、SN-38の代謝酵素をコードするUGT1A1遺伝子の変異と関連することが知られており、この遺伝子の投薬前遺伝子診断が必須とされている。診断薬は、UGT1A1 遺伝子診断キット(商品名インベーダーUGT1A1 アッセイ)として販売されている。